# Xã Brinkley, Quận Monroe, Arkansas
Xã Brinkley (tiếng Anh: Brinkley Township) là một xã thuộc quận Monroe, tiểu bang Arkansas, Hoa Kỳ. Năm 2010, dân số của xã này là 3.509 người.